# Blood Like Lemonade
Albums de Morcheeba
Dive Deep
(2008) Head Up High
(2013)
Blood Like Lemonade est le septième album studio du groupe Morcheeba, sorti le 7 juin 2010.

## Historique
Cet album marque le retour inattendu de la chanteuse Skye Edwards présente sur tous les titres, à l'exception de Mandala et de Cut to the Bass. Even Though est le premier single tiré de ce nouvel opus.
Le producteur Paul Godfrey a dit : « C'est l'enregistrement que nous aurions dû faire après Big Calm, mais nous devions voyager dans des terrains dangereux avant de retourner à notre habitat naturel » (en anglais : This is the record we should have made after Big Calm but we had to travel treacherous terrains to get back to our natural habitat.)
Le groupe embarquera pour une tournée du Royaume-Uni, de l'Europe et des États-Unis pour promouvoir l'album en automne 2010.

## Liste des titres
| No  | Titre                 | Durée |
| --- | --------------------- | ----- |
| 1.  | Crimson               | 5:10  |
| 2.  | Even Though           | 4:18  |
| 3.  | Blood Like Lemonade   | 4:51  |
| 4.  | Mandala               | 2:40  |
| 5.  | I Am the Spring       | 3:27  |
| 6.  | Recipe for Disaster   | 5:19  |
| 7.  | Easier Said than Done | 3:41  |
| 8.  | Cut to the Bass       | 4:18  |
| 9.  | Self Made Man         | 5:09  |
| 10. | Beat of the Drum      | 6:09  |